# BB&T Atlanta Open 2017 - Doppio
Andrés Molteni e Horacio Zeballos erano i detentori del titolo, ma Zeballos ha deciso di partecipare al concomitante torneo di Amburgo. Molteni ha fatto coppia con Adil Shamasdin, ma i due hanno perso nei quarti di finale da Wesley Koolhof e Artem Sitak.
In finale Bob e Mike Bryan hanno sconfitto Koolhof e Sitak con il punteggio di 6-3, 6-4.

## Teste di serie
1. Bob Bryan /  Mike Bryan (campioni)
2. Ryan Harrison /  Michael Venus (primo turno)

1. Nicholas Monroe /  Donald Young (primo turno)
2. Purav Raja /  Divij Sharan (semifinale)

## Wildcard
1. Eric Sock /  Jack Sock (primo turno)

1. Jordan Cox /  Emil Reinberg (primo turno)

## Tabellone

### Legenda
| - Q = Qualificato - WC = Wild card - LL = Lucky loser | - ALT = Alternate - SE = Special Exempt - PR = Protected Ranking | - w/o = Walkover - r = Ritirato - d = Squalificato |

|  | Primo turno         | Primo turno                 | Primo turno              | Primo turno | Primo turno |  |  | Quarti di finale      | Quarti di finale            | Quarti di finale            | Quarti di finale        | Quarti di finale        |   |   | Semifinali | Semifinali      | Semifinali      | Semifinali        | Semifinali        |   |   | Finale | Finale | Finale | Finale | Finale |  |
|  |                     |                             |                          |             |             |  |  |                       |                             |                             |                         |                         |   |   |            |                 |                 |                   |                   |   |   |        |        |        |        |        |  |
|  | 1                   | B Bryan M Bryan             | 4                        | 6           | [10]        |  |  |                       |                             |                             |                         |                         |   |   |            |                 |                 |                   |                   |   |   |        |        |        |        |        |  |
|  |                     | M Reid J-P Smith            | 6                        | 4           | [7]         |  |  | 1                     | B Bryan M Bryan             | B Bryan M Bryan             | 6                       | 6                       |   |   |            |                 |                 |                   |                   |   |   |        |        |        |        |        |  |
|  |                     | H Chung J Nedunchezhiyan    | H Chung J Nedunchezhiyan | 6           | 6           |  |  |                       | H Chung J Nedunchezhiyan    | H Chung J Nedunchezhiyan    | 1                       | 2                       |   |   |            |                 |                 |                   |                   |   |   |        |        |        |        |        |  |
|  | WC                  | E Sock J Sock               | E Sock J Sock            | 3           | 4           |  |  |                       |                             |                             |                         |                         |   |   | 1          | B Bryan M Bryan | B Bryan M Bryan | 6                 | 6                 |   |   |        |        |        |        |        |  |
|  | 3                   | N Monroe D Young            | 6                        | 69          | [5]         |  |  |                       |                             | PR                          | J Millman Sa Ratiwatana | J Millman Sa Ratiwatana | 2 | 3 |            |                 |                 |                   |                   |   |   |        |        |        |        |        |  |
|  |                     | A-u-H Qureshi So Ratiwatana | 1                        | 7           | [10]        |  |  |                       | A-u-H Qureshi So Ratiwatana | A-u-H Qureshi So Ratiwatana | 2                       | 4                       |   |   |            |                 |                 |                   |                   |   |   |        |        |        |        |        |  |
|  | PR                  | J Millman Sa Ratiwatana     | J Millman Sa Ratiwatana  | 6           | 6           |  |  | PR                    | J Millman Sa Ratiwatana     | J Millman Sa Ratiwatana     | 6                       | 6                       |   |   |            |                 |                 |                   |                   |   |   |        |        |        |        |        |  |
|  |                     | M Baghdatis M Jaziri        | M Baghdatis M Jaziri     | 2           | 2           |  |  |                       |                             |                             |                         |                         |   |   | 1          | B Bryan M Bryan | B Bryan M Bryan | 6                 | 6                 |   |   |        |        |        |        |        |  |
|  | G Müller H Nys      | G Müller H Nys              | G Müller H Nys           | 5           | 0           |  |  |                       |                             |                             |                         |                         |   |   |            |                 |                 | W Koolhof A Sitak | W Koolhof A Sitak | 3 | 4 |        |        |        |        |        |  |
|  | S González S Lipsky | S González S Lipsky         | S González S Lipsky      | 7           | 6           |  |  |                       | S González S Lipsky         | 7                           | 65                      | [3]                     |   |   |            |                 |                 |                   |                   |   |   |        |        |        |        |        |  |
|  |                     | T Huey R Lindstedt          | 62                       | 7           | [4]         |  |  | 4                     | P Raja D Sharan             | 6                           | 7                       | [10]                    |   |   |            |                 |                 |                   |                   |   |   |        |        |        |        |        |  |
|  | 4                   | P Raja D Sharan             | 7                        | 62          | [10]        |  |  |                       |                             |                             |                         |                         |   |   | 4          | P Raja D Sharan | P Raja D Sharan | 63                | 4                 |   |   |        |        |        |        |        |  |
|  |                     | W Koolhof A Sitak           | 6                        | 3           | [10]        |  |  |                       |                             |                             | W Koolhof A Sitak       | W Koolhof A Sitak       | 7 | 6 |            |                 |                 |                   |                   |   |   |        |        |        |        |        |  |
|  | WC                  | J Cox E Reinberg            | 2                        | 6           | [6]         |  |  | W Koolhof A Sitak     | W Koolhof A Sitak           | 67                          | 7                       | [10]                    |   |   |            |                 |                 |                   |                   |   |   |        |        |        |        |        |  |
|  |                     | A Molteni A Shamasdin       | 6                        | 0           | [10]        |  |  | A Molteni A Shamasdin | A Molteni A Shamasdin       | 7                           | 64                      | [4]                     |   |   |            |                 |                 |                   |                   |   |   |        |        |        |        |        |  |
|  | 2                   | R Harrison M Venus          | 4                        | 6           | [7]         |  |  |                       |                             |                             |                         |                         |   |   |            |                 |                 |                   |                   |   |   |        |        |        |        |        |  |